# Oceanarium
 (janvier 2025).
Si vous disposez d'ouvrages ou d'articles de référence ou si vous connaissez des sites web de qualité traitant du thème abordé ici, merci de compléter l'article en donnant les références utiles à sa vérifiabilité et en les liant à la section « Notes et références ».
Un oceanarium est un établissement ouvert au public, spécialisé dans la présentation d'espèces animales marines, vivant dans un habitat océanique ou pélagique, au sein d'aquariums de grande taille contenant plusieurs millions de litres d'eau de mer. Au terme oceanarium, qui n'est pas totalement bien défini, peuvent être rattachés deux types d'établissements océanographiques de conception différente :
- les parcs de mammifères marins (delphinarium),
- les aquariums publics marins.

La plupart des oceanariums sont situés dans les zones côtières, en bordure de mer.

## Parc de mammifères marins
Le premier oceanarium connu fut établi à Saint Augustine en Floride, en 1938, sous le nom des Marine Studios. Il s'agissait initialement d'un grand réservoir d'eau de mer utilisé pour exhiber des mammifères marins afin de les filmer en vues subaquatiques. Il devint plus tard une attraction publique : le Marineland de Floride.
L'apparition des Marinelands ou SeaWorlds aux États-Unis a été une révolution dans la présentation du monde marin. Le public peut y admirer dans des bassins gigantesques, outre des poissons, différentes espèces de mammifères marins : phoques, otaries, dauphins, orques, bélugas.
Les bassins sont installés dans un environnement de jardins d'agrément, avec la présence d'autres attractions, de restaurants et de boutiques, formant un véritable parc de loisirs. Le public peut, en assistant aux spectacles d'animaux dressés, se distraire et s'instruire.
À Hong Kong, Ocean Park, ouvert en 1977, est considéré comme le plus grand oceanarium du monde. Il a été conçu comme un parc à thème autour de la nature et des animaux de l'océan avec des aquariums et un théâtre de la mer comprenant 4 000 places pour assister à l'exhibition d'orques et de dauphins. Il comporte, au sein même du site, deux aquariums : l'un (Chinese Sturgeon Aquarium) a été développé pour abriter des Esturgeons de Chine, l'autre (Atoll Reef) met en valeur la faune des récifs coralliens. Il est complété par un complexe cinématographique équipé d'un système IMAX, par un parc aquatique, par des téléphériques et des attractions plus ludiques ainsi que par un village traditionnel, exposition permanente d'artisanat, d'art et de culture chinoise.

## Aquarium public marin

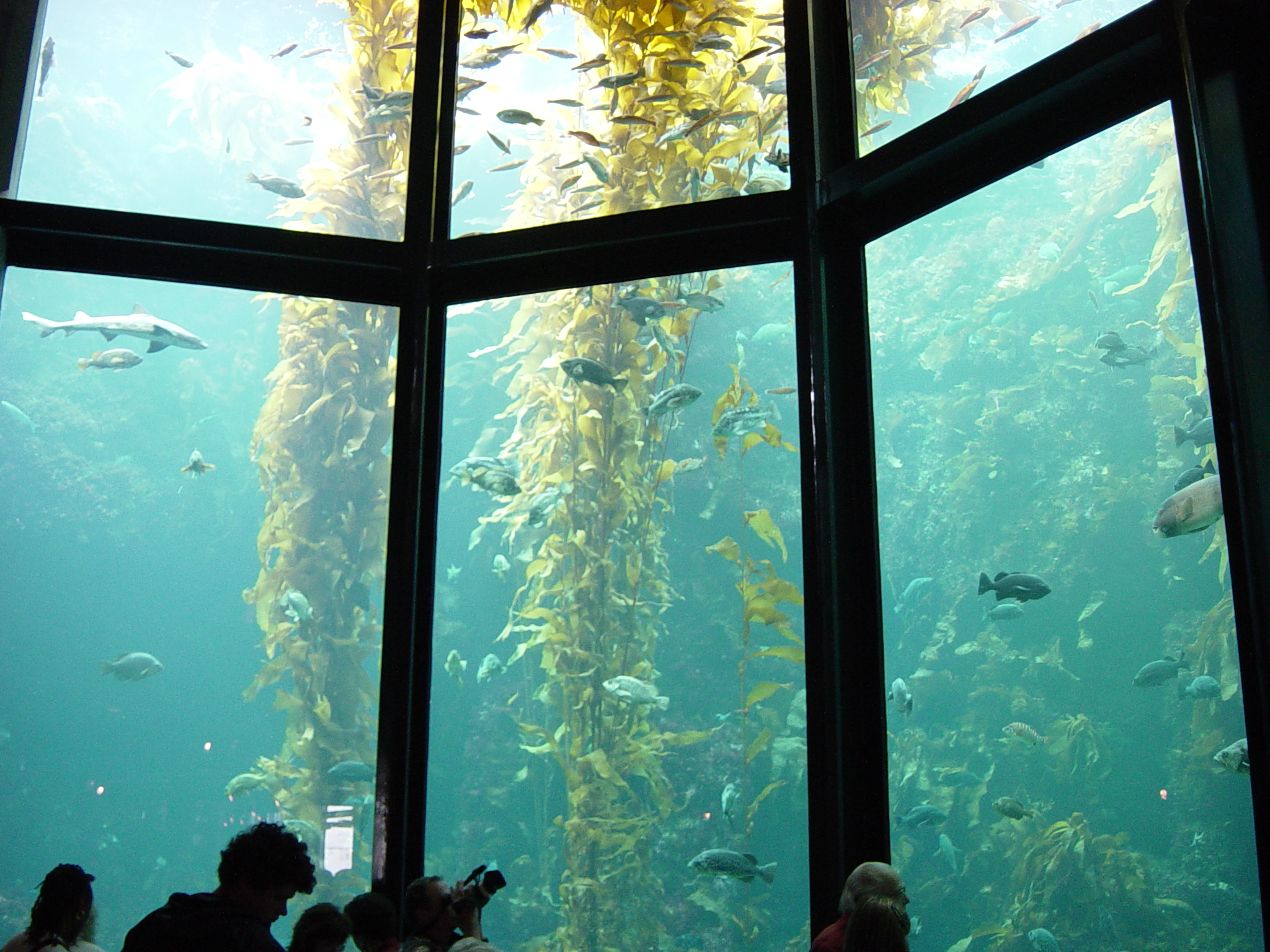
Un aquarium de 1,3 million de litres à l'Aquarium de la baie de Monterey en Californie présentant un écosystème simulant une forêt de kelp.

Autour des années 1970 et 1980, apparaissent aux États-Unis, des établissements d'un nouveau type dans les villes côtières de Boston (1969), de Mystic (1973), de Baltimore (1981) et de Monterey (1984). Conçus pour transmettre un message éducatif et scientifique, ces centres océanographiques présentent des écosystèmes marins reconstitués dans de grands bassins. En particulier, l'Aquarium de la baie de Monterey reconstitue l'écosystème de la forêt de kelp de la côte californienne.
Véritables lieux de culture écologique, les aquariums publics marins ne donnent plus seulement à voir la nature et la mer, mais veulent aussi les faire comprendre, en vulgarisant les connaissances scientifiques, au public qui visite leurs expositions.
- En France, Océanopolis, inauguré en 1989 à Brest, et Nausicaä, ouvert à Boulogne-sur-Mer en 1991, se rattachent à cette nouvelle conception d'oceanarium.
- Au Portugal, Lisbonne a ouvert son Oceanário à l'occasion de l'Exposition universelle de 1998.
- En Espagne, Valence a inauguré l'Oceanogràfic en 2002 au sein de sa Cité des arts et des sciences.

## Critiques
Cette partie est issue de l'article Delphinarium, un type spécialisé d'oceanarium.

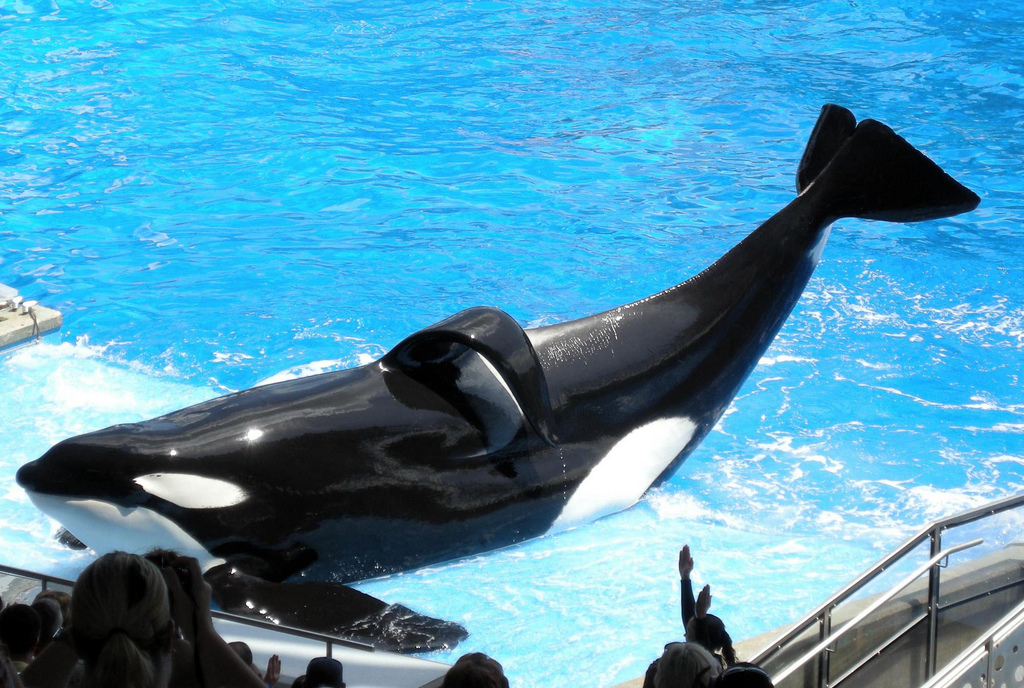
Syndrome de l'aileron flaccide chez l'orque Tilikum au SeaWorld d'Orlando.

L'espérance de vie des cétacés captifs est plus brève que dans la nature, du fait du stress et d'infections diverses. Les bassins souvent bétonnés ou dotés d'une armature métallique, emplis d'eau traitée voire chlorée et parfois sans végétation ne sont pas adaptés à la biologie de ces animaux, qui sont nourris avec des poissons morts (ce qu'ils ne font pas dans la nature) et traités aux antibiotiques. Il y a peu de naissances en captivité (en tout cas pas assez pour compenser la mortalité), et lorsqu'il y en a, les décès prématurés et les cas de débilité (conséquences de la consanguinité) sont fréquents.
Par ailleurs, dans les delphinariums notamment, les spectacles de dauphins ou d'autres mammifères marins tels les pinnipèdes, sont contestés par les défenseurs des animaux, qui y voient une mise en scène dégradante pour les cétacés et sans intérêt instructif pour les visiteurs.
Certains pays comme le Costa Rica, le Chili et l'Inde, ou encore la Slovénie, la Croatie ou Chypre, ont interdit les delphinariums sur leur territoire,,.